# 郑在东
郑在东（1953年—），出生于台湾台北，祖籍湖北。台湾设计家、画家。

## 生平
1975年曾就读世界新闻传播学院电影科，现居台北和上海，参加过奥迪艺术设计大奖赛，曾经参加很多画展。